# Guido Celano
Guido Celano (19 de abril de 1904 – 7 de março de 1988) foi um ator de cinema italiano. Celano apareceu em 120 filmes entre 1931 à 1988. Dirigiu dois Bang-bang à italiana: Cold Killer e Gun Shy Piluk.[carece de fontes?]